# سايمور بيك
سايمور بيك (بالإنجليزية: Seymour Peck)‏ هو صحفي أمريكي، ولد في 23 أغسطس 1917، وتوفي في 1985.